# Культура абажурних поховань
[[Файл:ArcheologicalCulturesOfCentralEuropeAtEarlyPreRomanIronAge.png|thumb|right|Європейські культури залізної доби в IV ст. до н. е.:

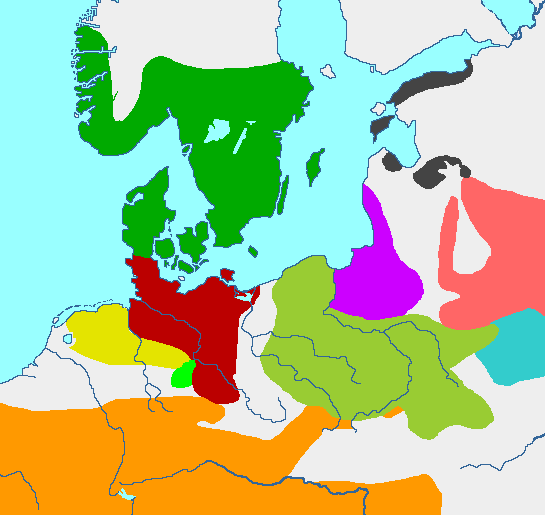
Європейські культури залізної доби в IV ст. до н. е.:
— Нордичні культури
— Ясторфська культура
— Культура Харпштедт-Нінбург
— Латенська культура
— Поморська культура турів
— Культура домоподібних урн
— Дніпродвінська культура
— Культура західнобалтських курганів
— Милоградська культура
легенда |#220| — Прото-естонці

Балтські культури ранньої залізної доби (600—200 роки до нашей ери):
Культура Долькайм-Коврово — Самбійці-нотангійська група
Ольштинська культура — Західно-мазурська група (Галінди)
Судовська культура — Східно-мазурська група (Ятвяги)
Мемельська культура — Нижньо-неманська й західно-латвійська група (Курші)
Культура штрихованої кераміки
Милоградсько-подгорцевська культура
Дніпродвінська культура
Поморська культура
Культура абажурних поховань

Культура абажурних поховань, дзвоникових поховань, підкльошових поховань (біл. Культура падклошавых пахаванняў; рос. Культура подклёшевых погребений, абажурных погребений, колокольчатых погребений; пол. Kultura grobów kloszowych, podkloszowych) — археологічна культура залізної доби, існувала близько 500—400 років до н. е..

## Етнічна приналежність
На думку В. В. Сєдова, носії культури абажурних поховань були найбільш ранніми слов'янами, В. П. Кобичев вважав їх венедами. Як вважали ці дослідники, саме з культури абажурних поховань вдається виявити елементи наступності в розвитку аж до достовірно слов'янських старожитностей другої половини I тисячоліття н. е..

## Генетичні зв'язки
Утворена шляхом синтезу (інвазії) поморської культури в східну частину ареалу лужицької культури. Шляхом експансії на південний схід і підпорядкування племен милоградської культури брала участь в утворенні зарубинецької культури.

## Географія
Склалася на рубежі V-IV століть до н. е. на основі злиття лужицької та поморської культур Польщі в басейні р. Вісли і р. Варнови. Ряд дослідників розглядають її як пізній, локальний варіант поморської культури.
Первісна територія культури — басейни середнього і верхньої течії р. Вісли й р. Варти (припливу р. Одри), що була обмежена зоною змішування лужицького та поморського населення. У середньо-латенський період ареал культури абажурних поховань розширився до середньої течії р. Одри на заході й до західних, окраїнних регіонів Волині та Прип'ятського Полісся на сході. Найбільш східними пам'ятками її є могильники с. Млинищі поблизу м. Володимира і м. Дорогичина неподалік від м. Пінська.
Носії культури абажурних поховань, просуваючись на схід і південний схід, проникли у Західне Полісся аж до річки Горині (притока р. Прип'яті) та зіграли значну роль в історичній ситуації на території Польщі й Білорусі до кінця I тисячоліття до н. е..

## Матеріальна культура
Поселення цієї культури були неукріпленими. Більшість поселень налічували по 20-40 мешканців, що розташовувалися на піщаних горбистостях в заплавах річок або ж на річкових терасах. Житла в основному ареалі представлені напівземлянками й наземними будинками стовпової конструкції. Залишки наземного будинку, що складався з житлової кімнати та прибудови у вигляді сіней були виявлені В. Б. Нікітіною на поселенні Кусічі в Кам'янецькому районі Берестейської області Білорусі. Житло опалювалося вогнищем, розташованому в неглибокій ямі.
Могильники безкурганні з трупоспаленнями. Залишки кремації поміщали в глиняний посуд-урни або зсипали прямо на дно могильної ями. Часто поховання прикривали зверху перекинутим догори дном горщиком-кльошем, звідки і пішла інша назва культури. У похованнях, крім урн, зустрічаються шпильки, фібули, кільця, глиняні посудини та інші знахідки. На теренах Білорусі відомі два могильники цієї культури, досліджені В. Б. Нікітіною і Ю. В. Кухаренко. Біля м. Дрогичина було розкопано 5 поховань, з них 2 урнових і три ямних. Обидва урнових поховання були перекриті в одному випадку двома мисками, в другому — мискою і горщиком. У могильнику біля села Тростяниці Кам'янецького району Берестейської області крім кераміки були знайдені бронзова фібула ранньо-латенської схеми, залізне кільце й підвіски з бронзи. Цілий ряд могильників лужицької культури продовжував функціонувати й під час культури абажурних поховань, бо свідчить про те, що остання культура була прямим продовженням лужицької. Одним з таких могильників є некрополь «Варшава-Грохув», де розкопано 370 могил лужицької культури і понад 20 абажурних поховань.
Посуд культури абажурних поховань частково продовжує поморські традиції (урни та кльоші зі спеціально зробленим шершавим тулубом і гладеньким верхом, миски з ребристими краями, амфорні посудини), частково розвивається з лужицької (кльоші яйцеподібних форм, колобокі горщики з вушками і т. ін.). Таке ж зміщення спостерігається і в прикрасах, зокрема, в шпильках.